# Erich Herrscher
Erich Carl Herrscher (* 15. September 1897 in Bant, heute Wilhelmshaven; † 27. Dezember 1968 in Hamburg) war ein deutscher Gestapobeamter und SS-Führer.

## Leben
Von 1903 bis 1906 besuchte Herrscher die Volksschule, von 1907 bis 1912 die Bürger- und Realschule. Er erlernte das Konditorhandwerk. Ab Mai 1916 nahm er als Frontkämpfer am Ersten Weltkrieg teil. Nach Kriegsende arbeitete er zunächst als Konditor, ab 1922 dann bei der Hamburger Ordnungspolizei. Im November 1933 wechselte er zur Kriminalpolizei und zwei Monate später zur Geheimen Staatspolizei Hamburg. Zum 1. Mai 1933 trat er der NSDAP bei (Mitgliedsnummer 3.007.716). Nachdem er die Prüfung zum Kriminalkommissar bestanden hatte, stieg er in die Laufbahngruppe des gehobenen Dienstes auf. Im Oktober 1937 wurde er Mitglied der SS.
Im Januar 1938 kam er zur Staatspolizeistelle Dessau. Die Ernennung zum Kriminalkommissar erfolgte im August 1938. Im Juli 1939 übernahm er die Leitung der Abteilung III und als SS-Obersturmführer war er mit Wirkung vom 1. Oktober 1941 Leiter der Gestapo-Außendienststelle Dessau. In seine Zeit als Leiter fielen die im Frühjahr 1942 anlaufenden Judendeportationen, für die die Gestapo-Außendienststelle Dessau organisatorisch zuständig war. Im Oktober 1942 wurde er zur Staatspolizeileitstelle Magdeburg versetzt, wo er bis Kriegsende blieb und das Referat IV 3 (Abwehr) leitete. Bei Kriegsende 1945 war er Kriminalrat und SS-Hauptsturmführer.
Bis 1947 lebte er mit seiner Familie unter falschen Namens- und Berufsangaben unbehelligt in Eilenstedt (50 km westlich von Magdeburg). Ohne Familie ging er 1947 nach Hamburg. Dort wurde er als „Mitläufer“ entnazifiziert, weil er seine leitenden Stellungen bei der Gestapo verschwieg. Dennoch durfte er zunächst keine Tätigkeit im Öffentlichen Dienst und bei der Polizei ausüben. Mit Erlass des „131er-Gesetzes“ im Mai 1951 galten diese Einschränkungen nicht mehr, doch alle Bewerbungen um Einstellung im Öffentlichen Dienst bzw. bei der Polizei blieben erfolglos. Herrscher schlug sich mit zahlreichen Stellen in der freien Wirtschaft durch; zeitweise war er erwerbslos. Im Jahr 1959 wurde er in den Ruhestand versetzt, wobei seine letzten beiden Beförderungen bei der Gestapo nicht anerkannt wurden. Erich Herrscher war in der Bundesrepublik nie Beschuldigter eines Ermittlungsverfahrens.